# Ambros Josef Pfiffig
Ambros Josef Pfiffig (17 stycznia 1910 w Wiedniu, zm. 11 grudnia 1998 w Geras) – austriacki etruskolog.
Norbertanin i kanonik Opactwa Geras.
W 1961 ukończył historię starożytną i archeologię klasyczną, pod kierunkiem Arthura Betza, Fritza Schachermeyra i Fritza Eichlera w Wiedniu. Następnie, został uczniem i współpracownikiem Emila Vettera. W 1968 habilitował się w Rzymie z etruskologii i archeologii italskiej. Od 1979, aż do emerytury, pracował na Uniwersytecie Wiedeńskim jako Honorarprofessor.
Członek Instituto du Studi Etruschi ed Italici we Florencji oraz Accademia Etrusca w Cortonie. W 1988 otrzymał Austriacki Krzyż Zasługi dla Nauki i Sztuki, klasy pierwszej. Obok badań etruskologicznych, zajmował się również historią swego klasztoru – Opactwa Geras.

## Werke
- Basilika und Prämonstratenserabtei Geras, Schnell & Steiner, 1957
- Studien zu den Agramer Mumienbinden. Der etruskische Liber linteus, Österr. Akademie d. Wissenschaften, Wiedeń 1963
- Religio Iguvina. Philologische und Religionsgeschichtliche Studien zu den Bronzetafeln von Gubbio, Österr. Akademie d. Wissenschaften (1964)
- Uni – Hera – Astarte. Studien zu den Goldblechen von S. Severa / Pygri mit etruskischer und punischer Inschrift, Österr. Akademie d. Wissenschaften (1965)
- Die Etrusker (z Massimem Pallottino), Fischer Bücherei, Frankfurt am Main 1965
- Die Ausbreitung des römischen Städtewesens in Etrurien und die Frage der Unterwerfung der Etrusker, Florencja 1966
- Ein Opfergelübde an die etruskische Minerva. Studien und Materialien zu Interpretation des Bleistreifens von S. Marinella, Böhlau, Wiedeń 1968
- Die etruskische Sprache. Versuch einer Gesamtdarstellung, Graz 1969
- Einführung in die Etruskologie. Probleme – Methoden – Ergebnisse, Wissenschaftliche Buchgesellschaft, Darmstadt, 1972 (4 wydanie w 1991) ISBN 3-534-06068-7.